# Schwerin
Schwerin (starší český název Zvěřín) je město v severním Německu a hlavní, ne však největší město spolkové země Meklenbursko-Přední Pomořansko. Ve městě žije přibližně 99 tisíc obyvatel.
Schwerin je obklopen jezery Meklenburské jezerní plošiny. Největší z okolních jezer, Zvěřínské jezero (Schweriner See), zabírá plochu 60 km².
Městskou pamětihodností je zámek, který se nachází na ostrově ve Zvěřínském jezeře. Historické centrum města včetně zámku, parků, náměstí atd. je od roku 2024 součástí světového dědictví UNESCO. Území pod ochranou UNESCO je 174 hektarů. 

## Geografie
Sousední obce: Leezen, Raben Steinfeld, Plate, Lübesse, Holthusen, Pampow, Klein Rogahn, Wittenförden, Brüsewitz, Pingelshagen, Klein Trebbow, Seehof a Lübstorf.

## Historie

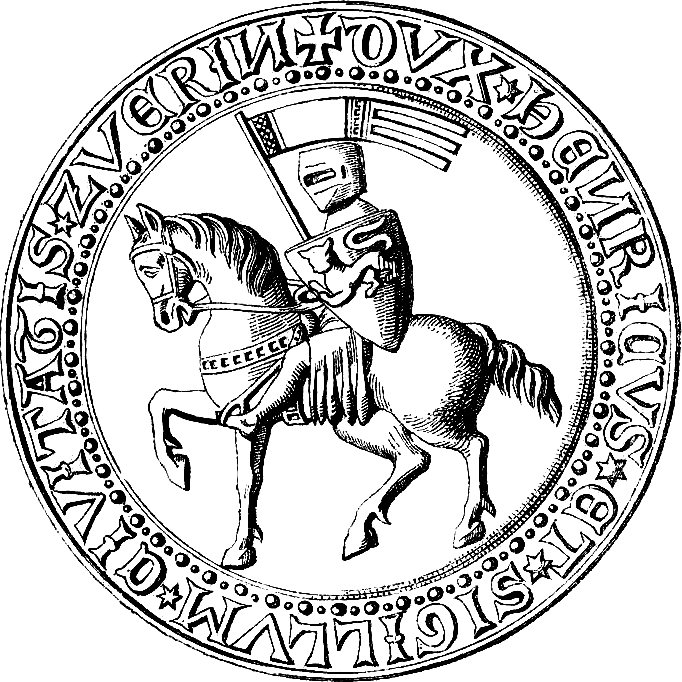
Jindřich Lev na 1. městské pečeti (1255)

Lokalitu známou archeologickými nálezy z počátku letopočtu osídlili kolem roku 700 Slované a pojmenovali ji Zverin podle zdejší zvěře.  Latinská forma tohoto názvu byla Suerin a z ní vzniklo německé Schwerin.
První písemná zmínka o sídle je v kronice Dětmara z Merseburku z roku 1018, kdy se na zdejším hradišti opevnil lutický kníže Mečislav před vlastním lidem, který jej obviňoval z porážky v bitvě s Poláky roku 1017. Město roku 1164 založil  saský a meklenburský kníže Jindřich Lev z rodu Welfů. Roku 1228 byla ustavena první městská rada. Zdejší dóm byl od 13. století proslulým poutním cílem, kam věřící putovali uctít kapky Kristovy krve v jaspisu. Dómská kapitula byla povýšena na arcibiskupskou. Roku 1340 byly vystavěny městské hradby. Od roku 1358 je město součástí Meklenbursko-zvěřínského vévodství. Bylo také součástí Svaté říše římské, v letech 1351-1378 patřilo pod vládu císaře Karla IV., který ovlivňoval volbu zdejších arcibiskupů. Stal se jím například Albrecht Aleš ze Šternberka.
Knížecí zámek se stal v době renesance centrem vzdělanosti, naproti němu byla roku 1536 založena knížecí škola Fredericianum, jejíž budova později shořela, stejně jako dóm, který byl dostavěn v 19. století.
Mezi léty 1560-1700 město neblaze proslulo 103 čarodějnickými procesy, při kterých bylo upáleno 45 žen a další vězněny a mučeny. Za tyto tragédie se městská správa roku 2016 všem pronásledovaným omluvila a na budovu radnice instalovala pamětní desku. Roku 1819 byla vystavěna židovská synagoga, zbořená při Křišťálové noci roku 1938. 
V letech 1918-1934 byl Schwerin hlavním městem svobodného státu Meklenbursko-Zvěřín, 1934-1952 hlavní město Meklenburska, po zrušení spolkových zemí v bývalé NDR roku 1952 krajské město. Od roku 1990 je hlavním městem spolkové země Meklenbursko-Přední Pomořansko.

## Pamětihodnosti
- knížecí zámek a zámecký park s kašnou a pomníkem knížete Fridricha Franze II.
- Dóm - cihlová stavba, obnovená v novogotickém slohu
- Nová radnice
- Arsenal - kasárna
- židovský hřbitov
- Divadlo
- Muzeum
- zoologická zahrada

## Galerie

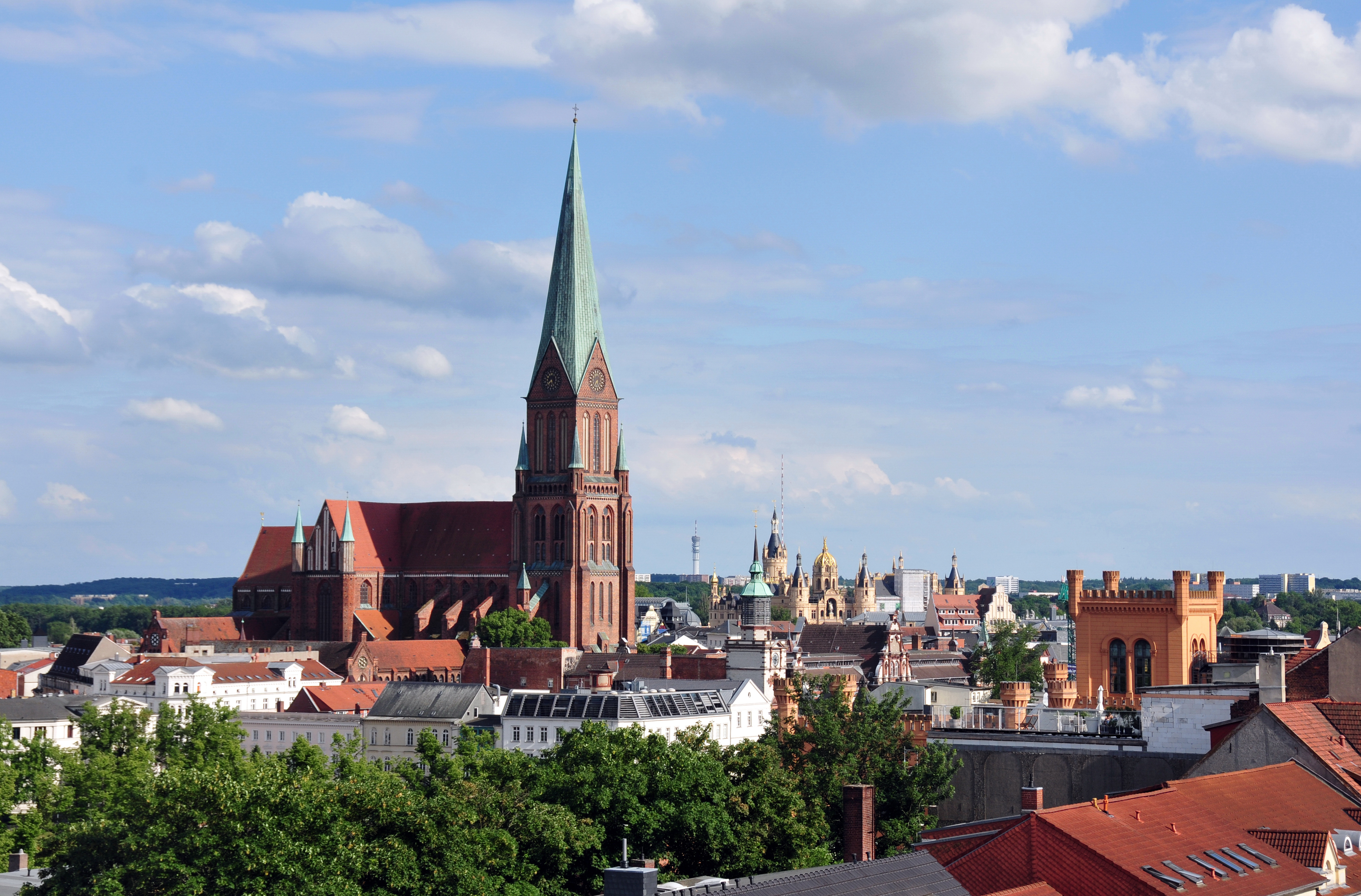
Centrum starého města s dómem
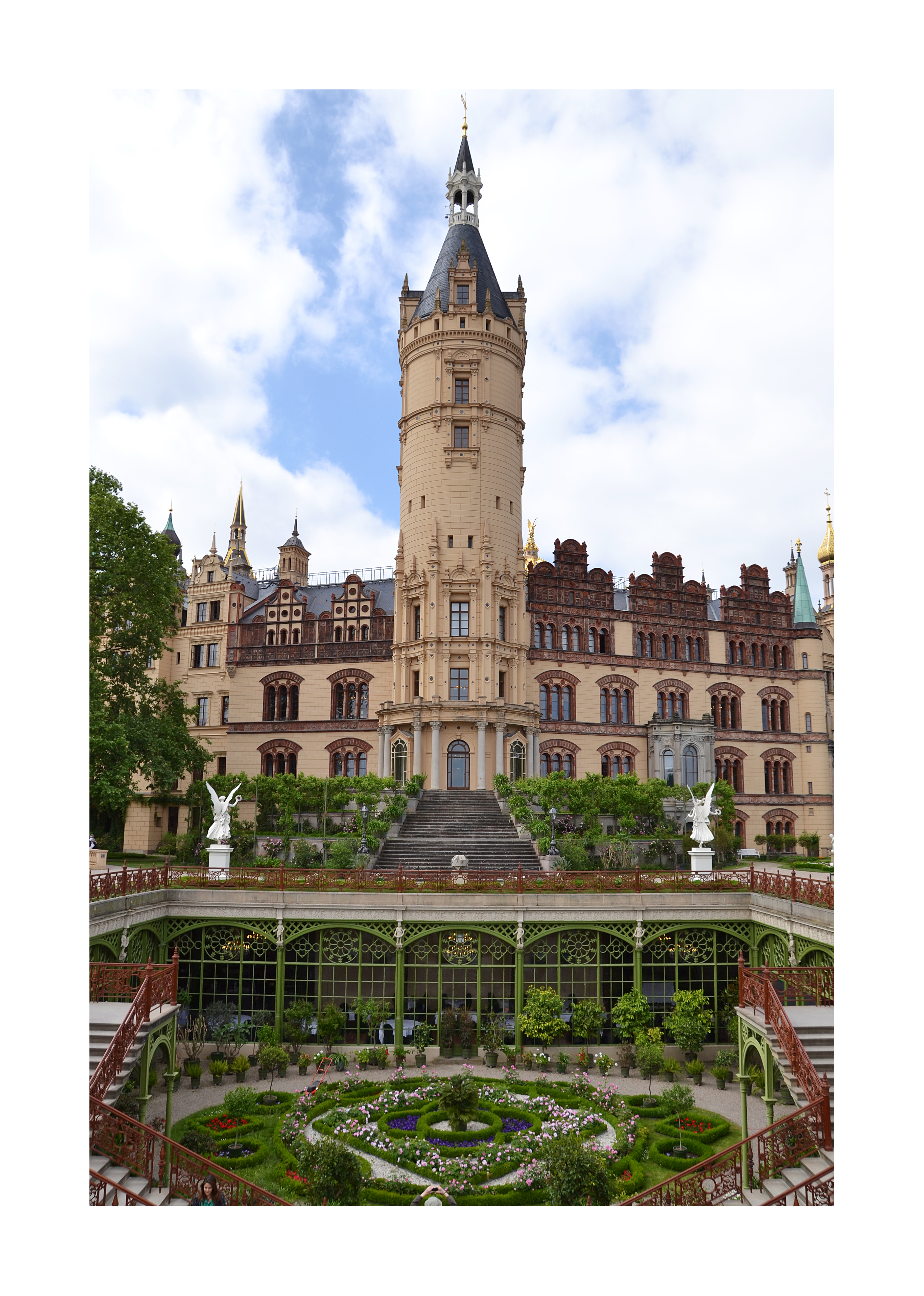
Zámek Schwerin
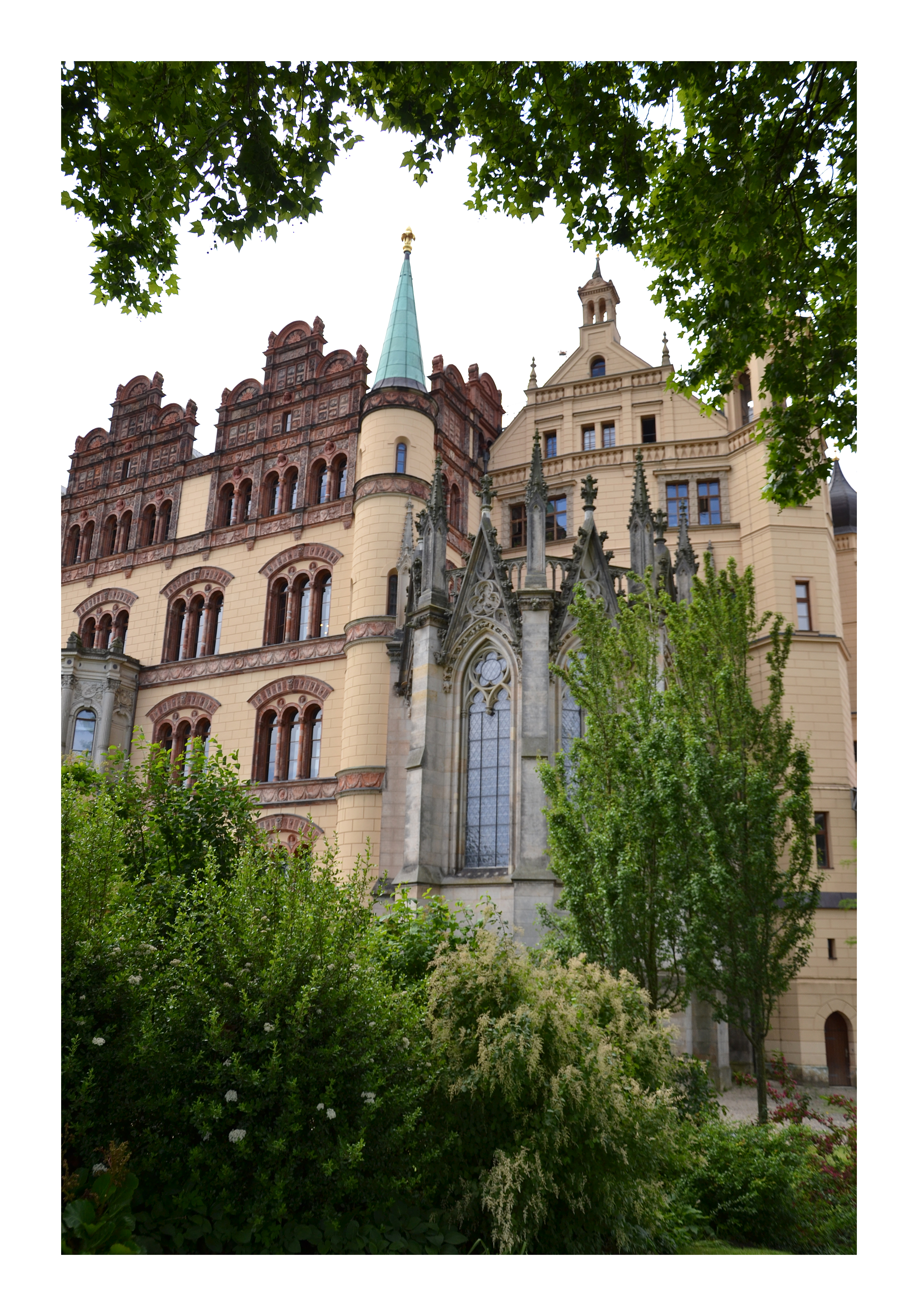
Zámek Schwerin
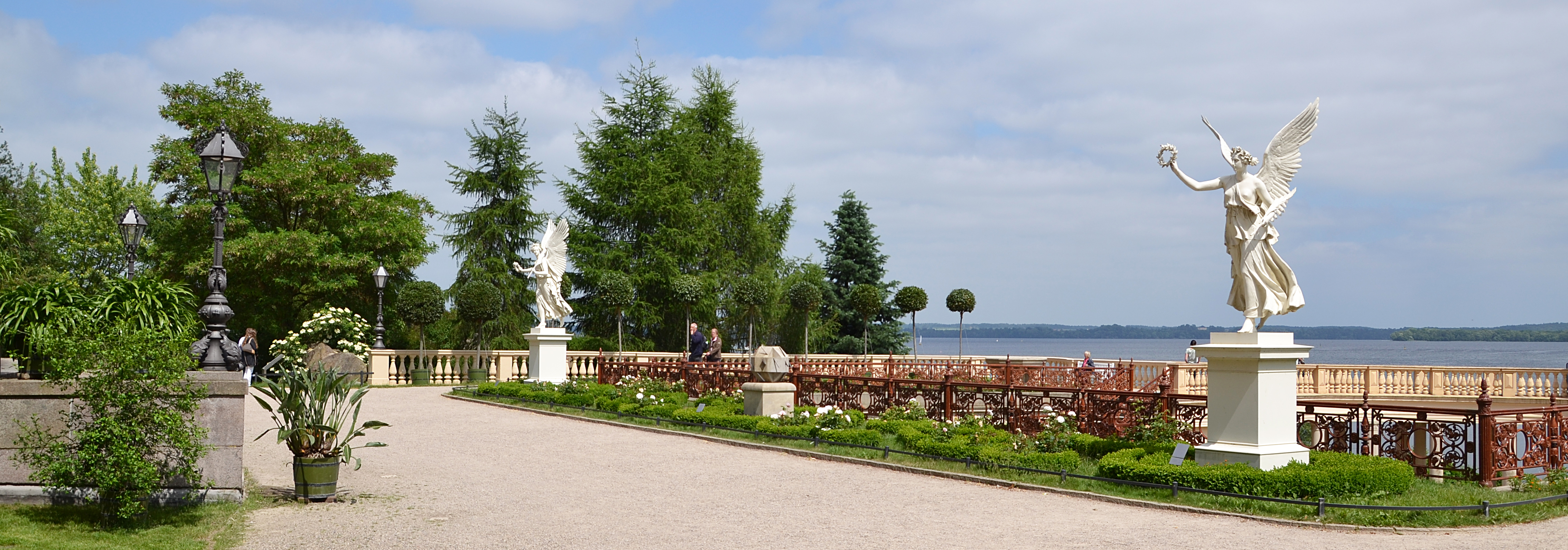
Zámecká zahrada
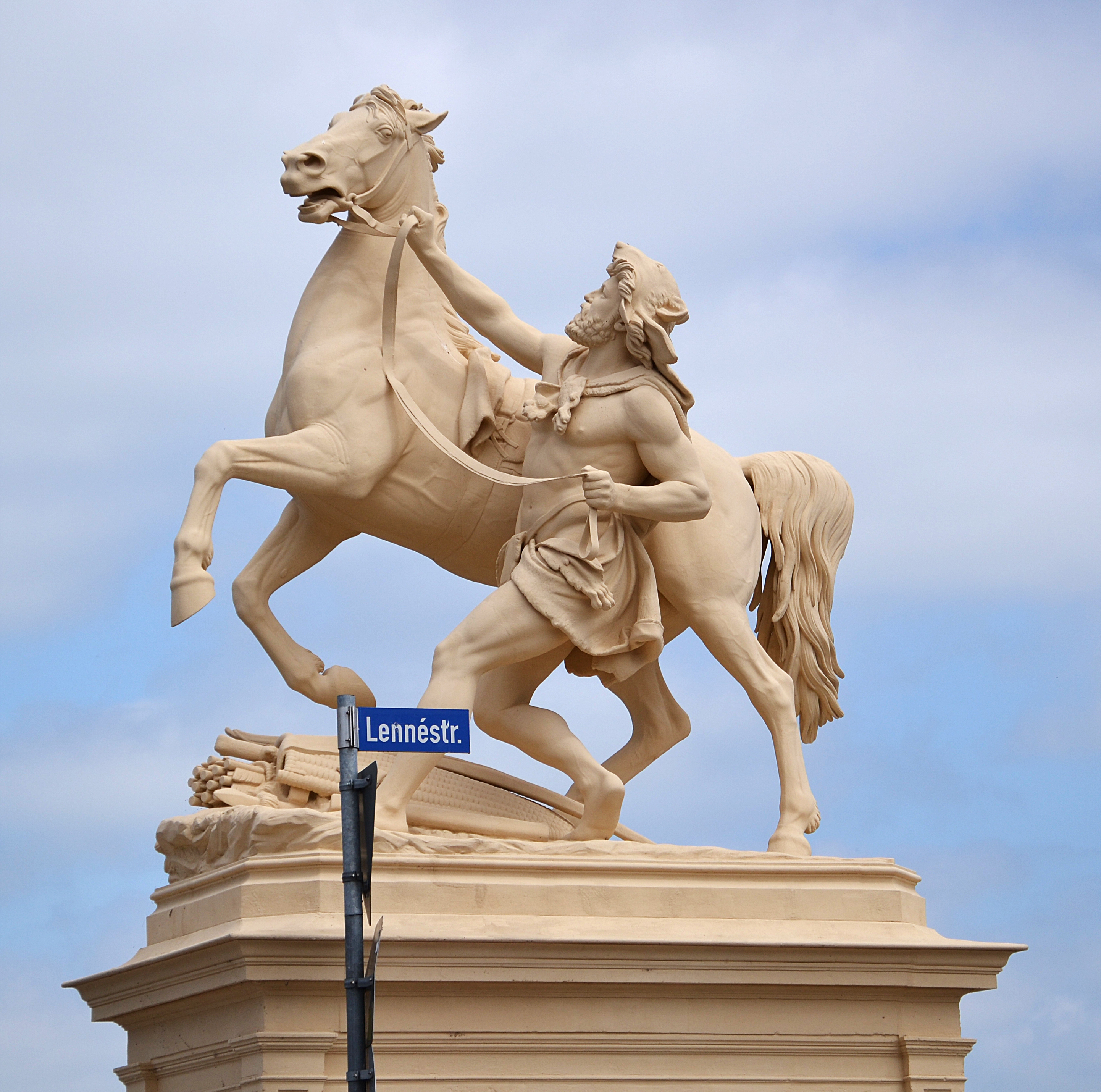
Krocení koně, na mostě
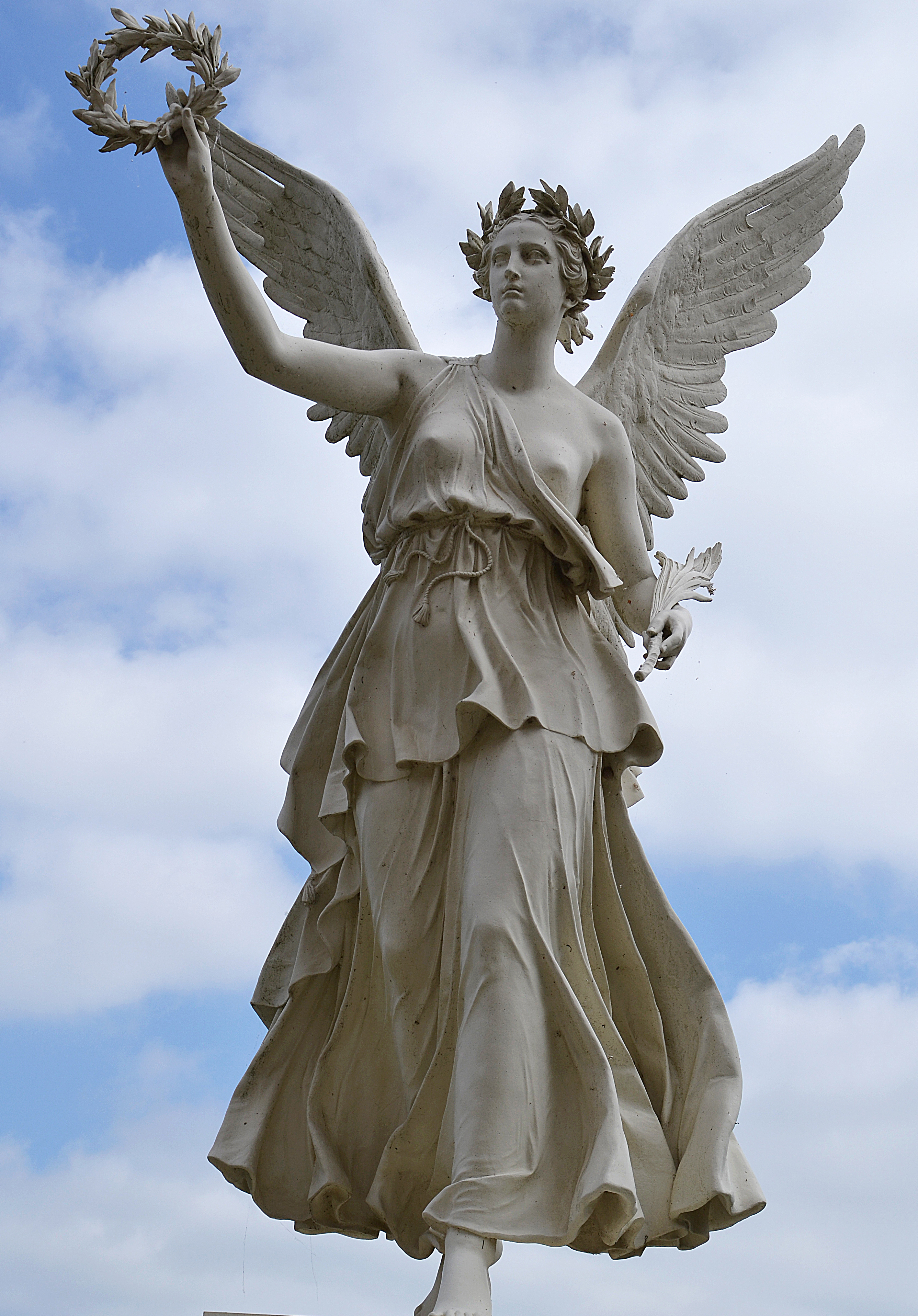
Bohyně vítězství v zámecké zahradě
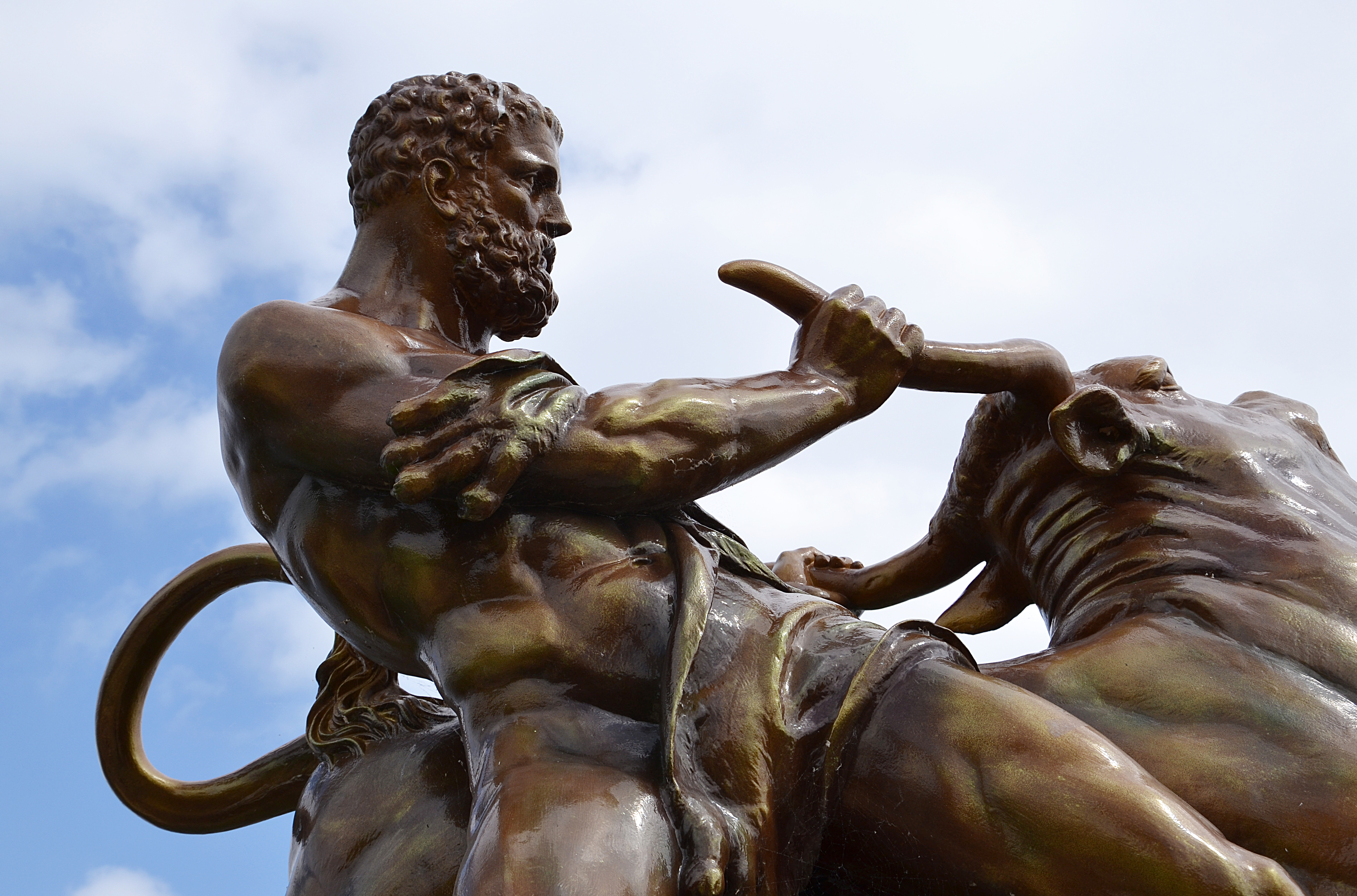
Hérakles v boji s býkem
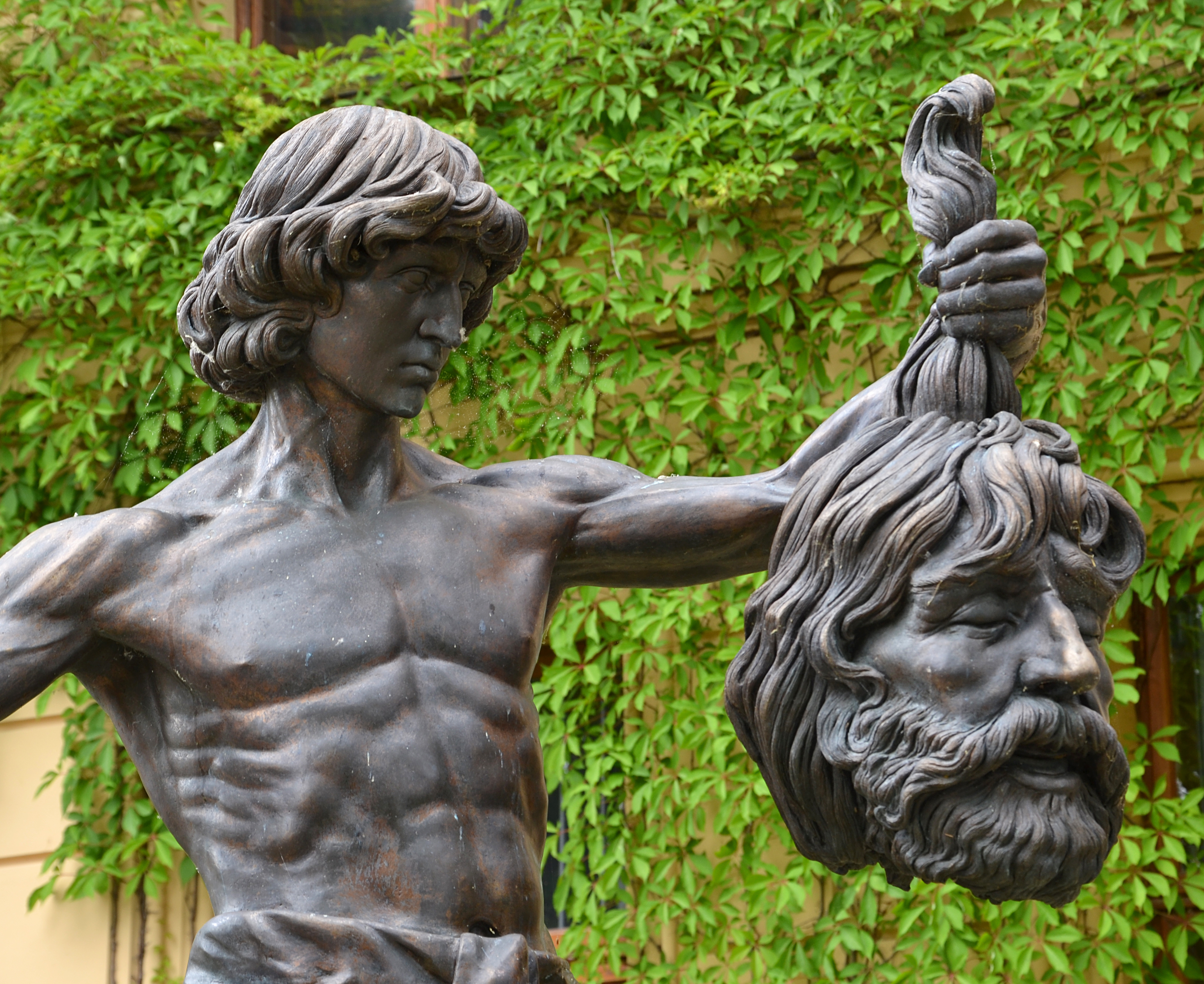
David s hlavou Goliášovou
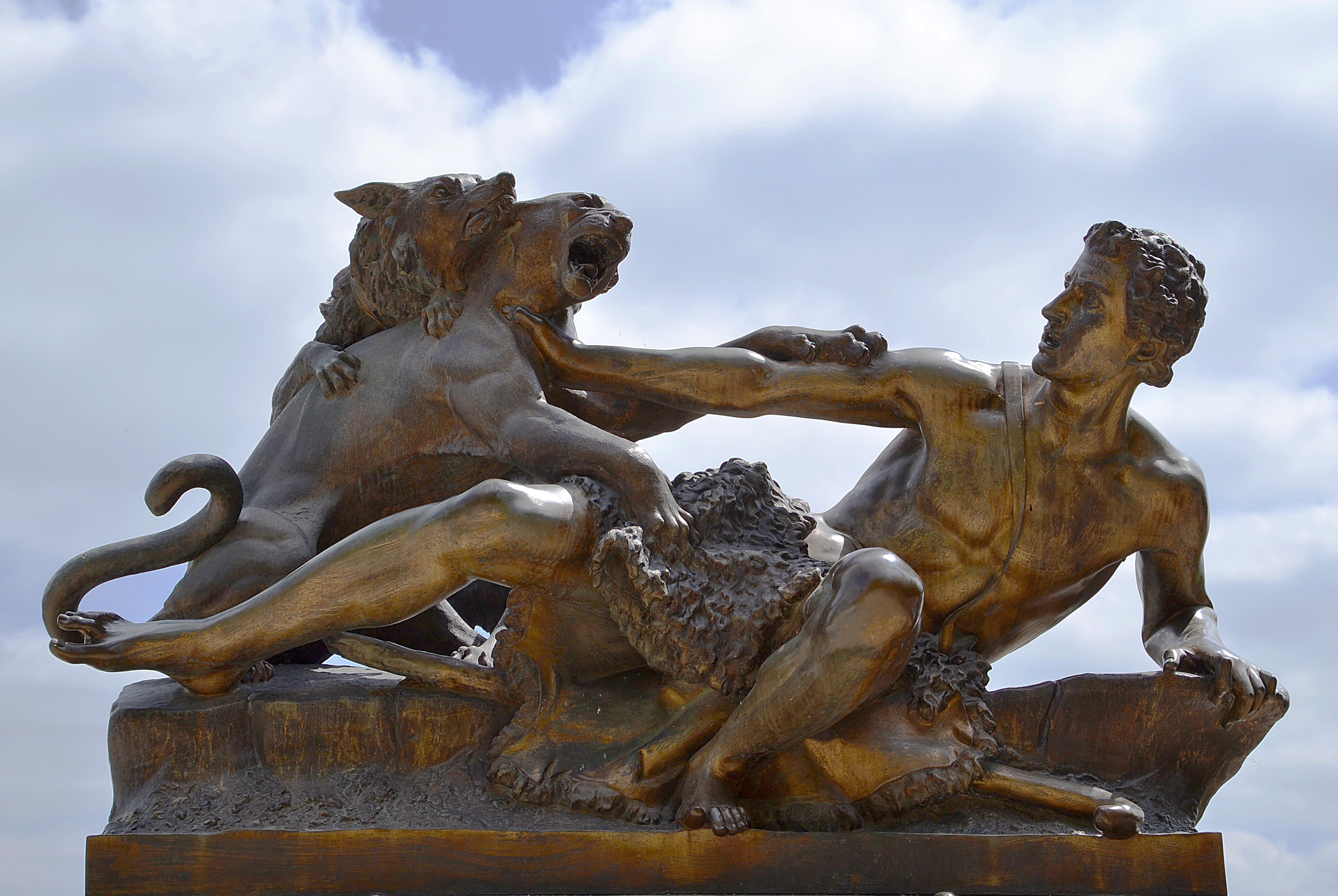
Socha u zámku
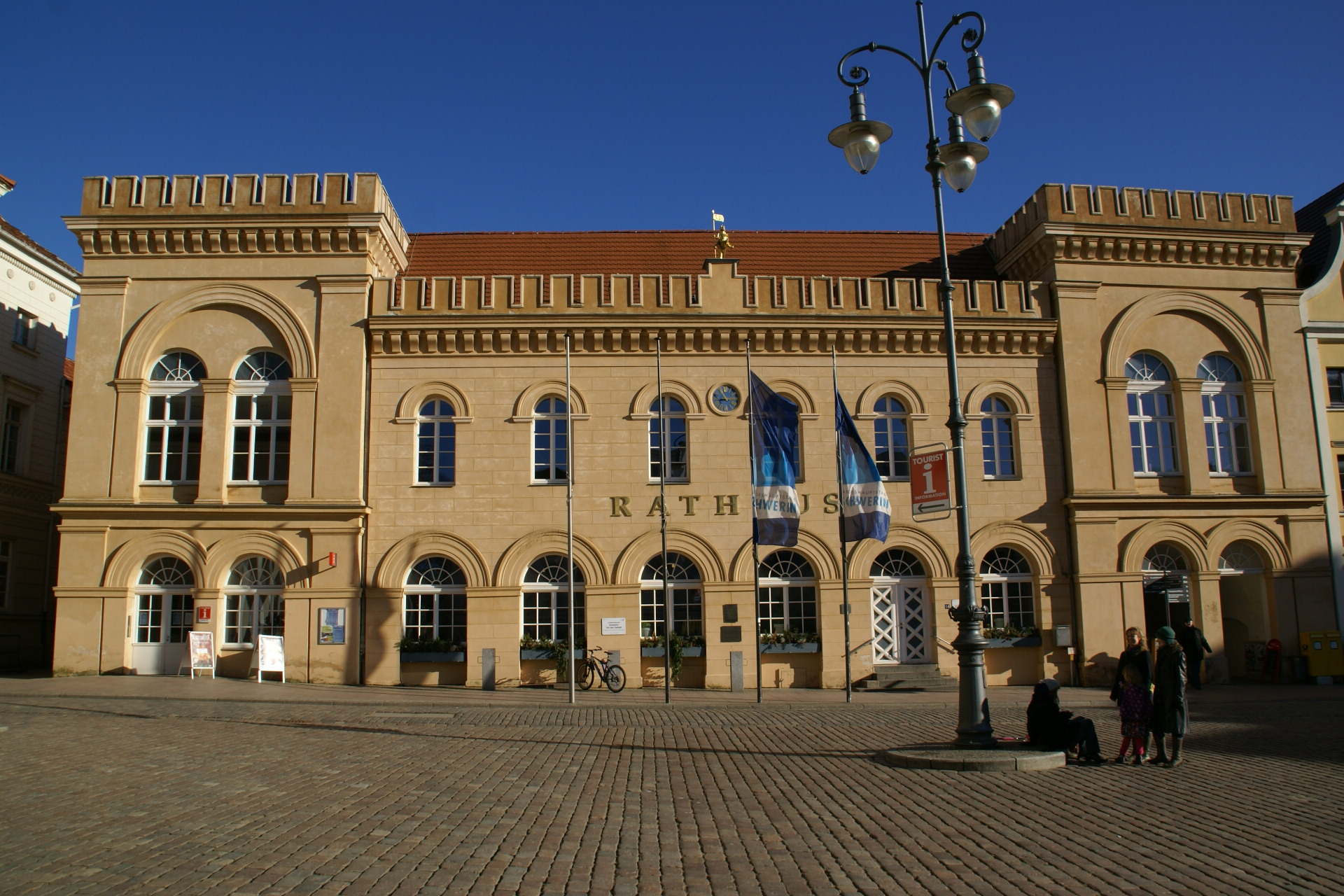
Novogotická radnice
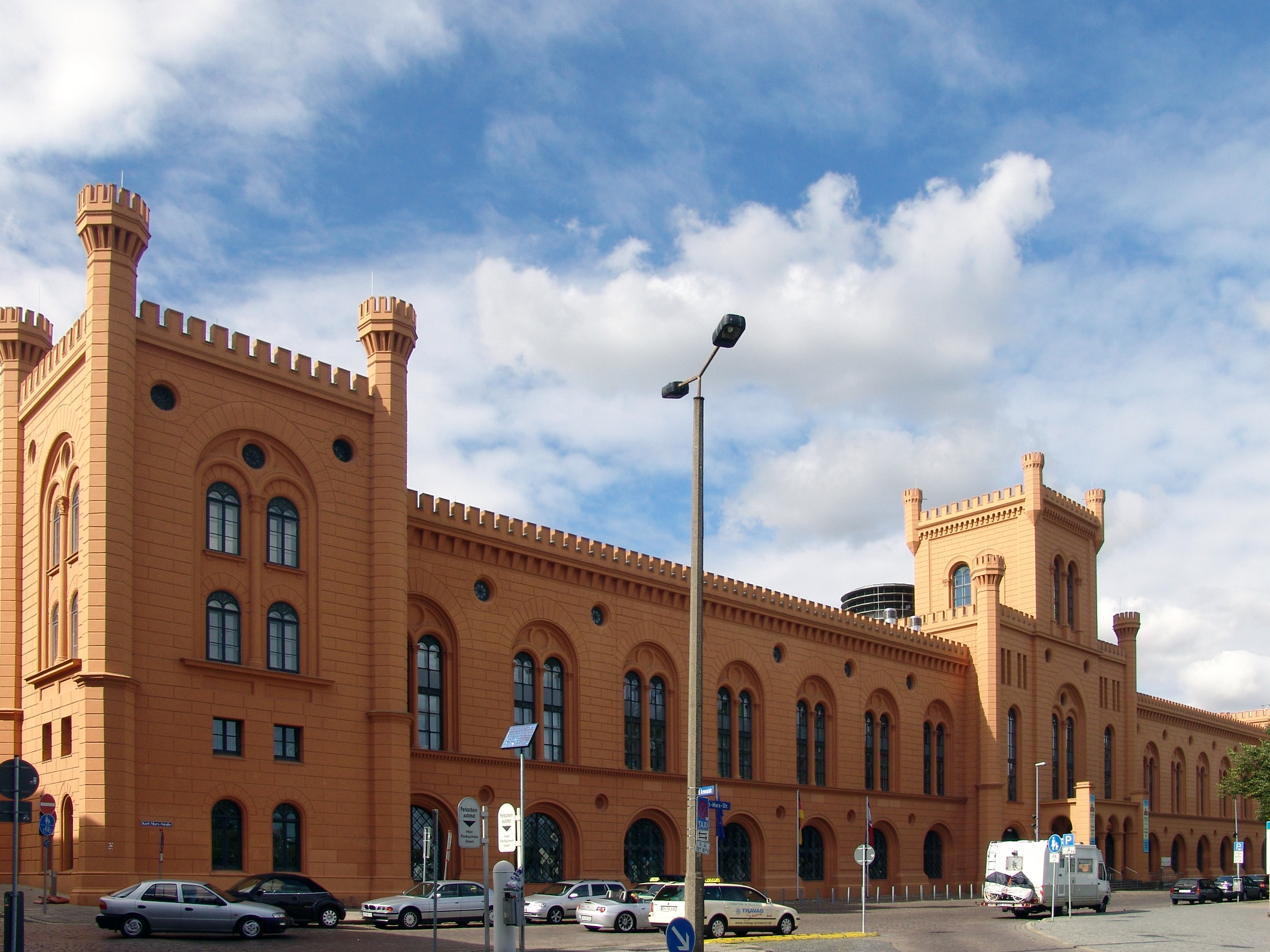
Arsenal u Pavího rybníka
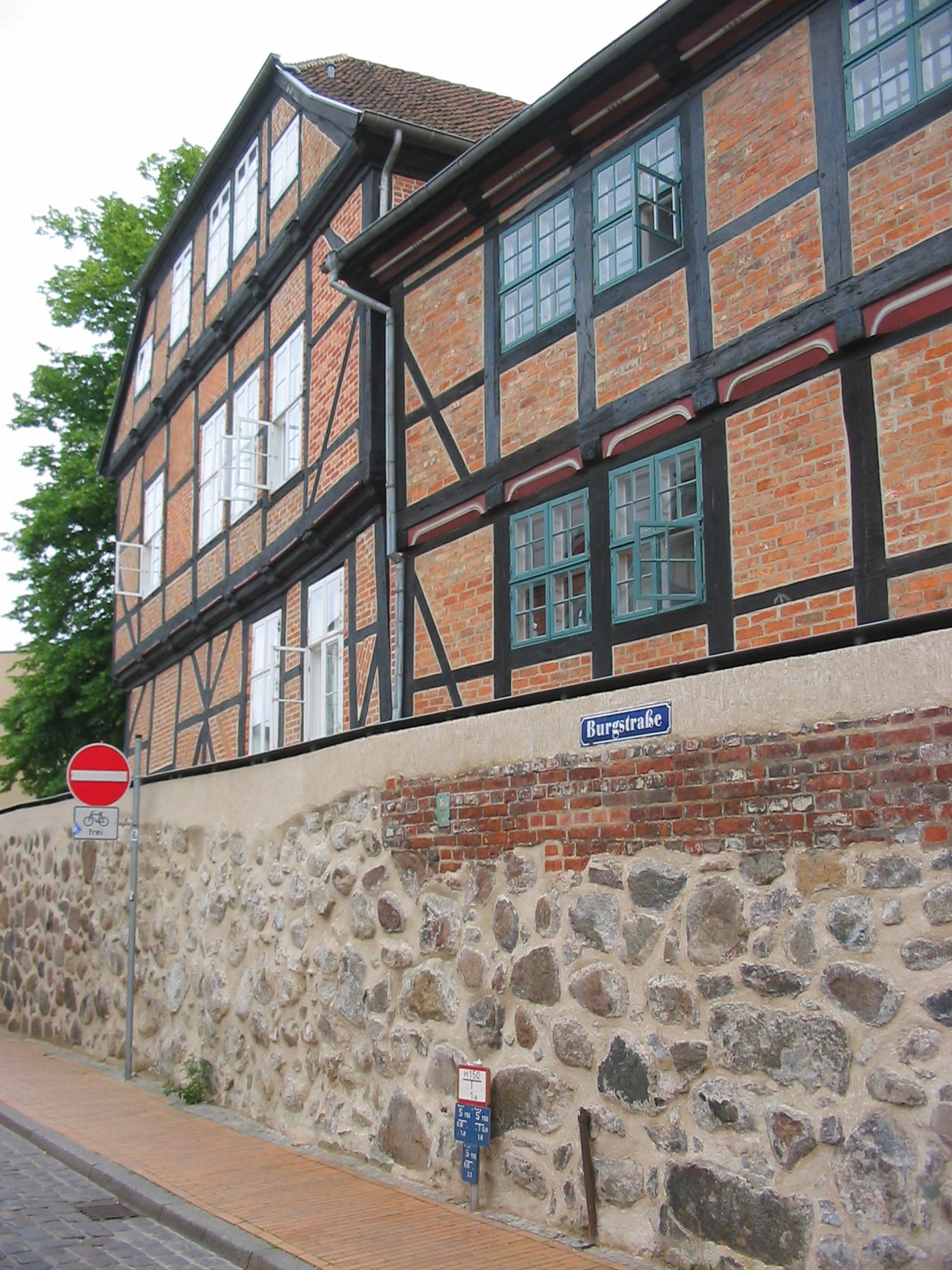
Středověká hradební zeď
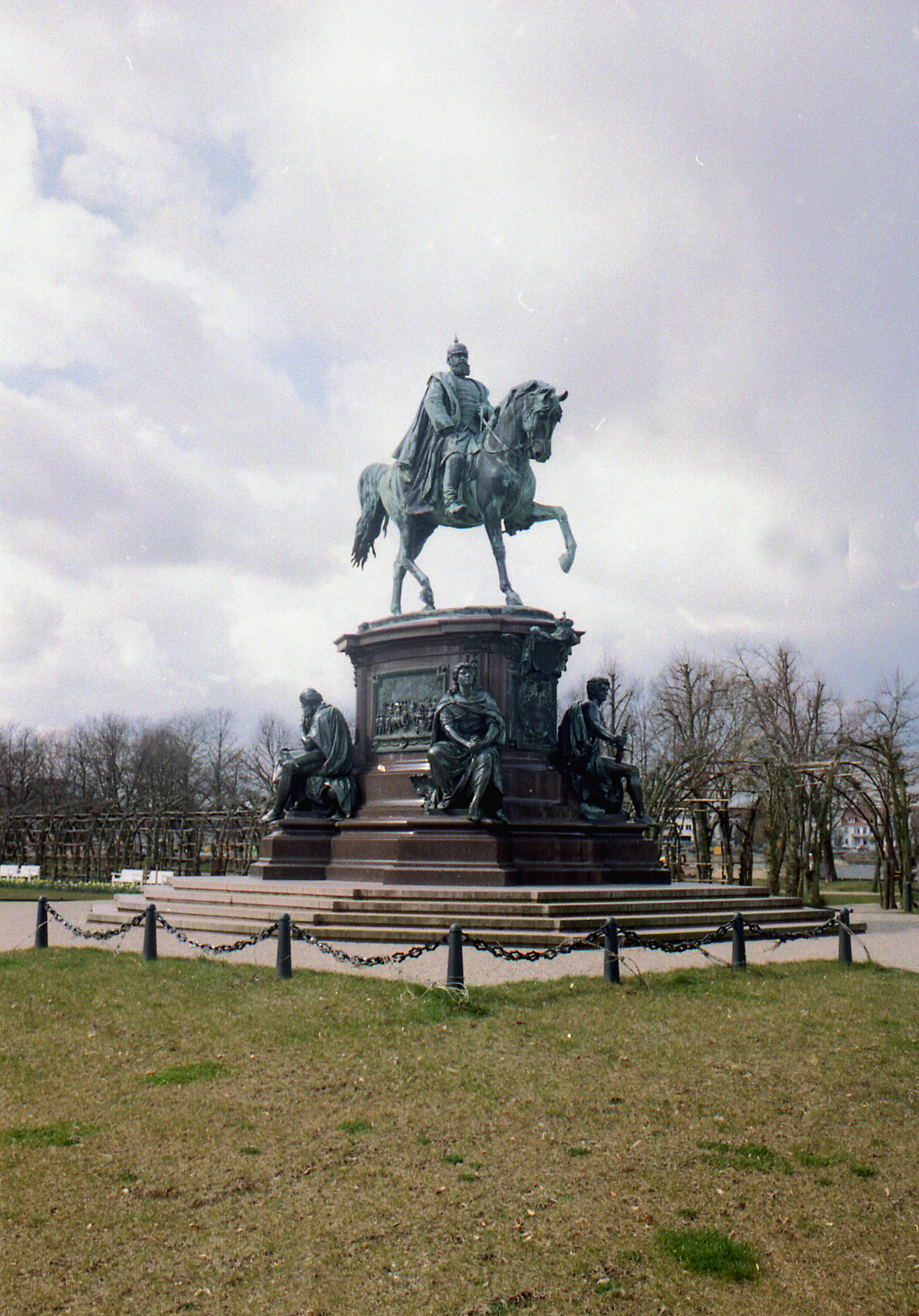
Pomník Fridricha Franze II. před zámkem

## Významní rodáci
- Johann Bernhard Basedow (1724-1790), zakladatel speciální pedagogiky a spisovatel
- Gregor Sander (* 1968), německý spisovatel
- Oliver "Ollie" Riedel (*1971), baskytarista skupiny Rammstein

## Partnerská města
- Odense, Dánsko
- Piła, Polsko
- Reggio Emilia, Itálie
- Tallinn, Estonsko
- Vaasa, Finsko
- Växjö, Švédsko
- Wuppertal, Německo